# Karel I. Robert
Karel Robert z Anjou (maďarsky Károly Róbert, francouzsky Charles Robert d'Anjou, italsky Carlo Roberto d'Angiò, 1288/1291, Neapol – 16. července 1342, Visegrád) byl uherský král z dynastie Anjou.

## Život
| „                  | Karlovi Martellovi se z manželství s dcerou císaře Rudolfa Klemencií narodil syn, kterého nejdřív v jeho zemi nazývali Karobertem, teda Karlem Robertem. V Uhrách ho nazývali bez jména Robert, tedy jenom Karel. | “ |
| — Dubnická kronika | |   |

Karel Robert byl jediný syn neapolského prince Karla Martela a Klemencie, dcery římskoněmeckého krále Rudolfa I. Karel Martel po vraždě uherského krále Ladislava Kumána roku 1290 vznesl nárok na uherskou korunu. Za podpory části uherské šlechty se stal titulárním uherským králem. Vzhledem k vratké politické situaci na domácí půdě se do Uher nevydal a skutečná koruna nakonec připadla Ondřejovi. Ondřejova vláda orientovaná na spojenectví s Habsburky nebyla po chuti části domácích magnátů.
Mezitím Karel Robert zcela osiřel a nespokojení magnáti, především rody Šubić, Frankapan, Babonić začaly otevřeně podporovat jeho kandidaturu. Roku 1300 se Karel Robert ukázal v Uhrách, Ondřej zřejmě doufal, že spor urovná diplomatickou cestou. 14. ledna 1301 Ondřej zemřel a jím po meči vymřela dynastie Arpádovců. Za jeho nástupce zvolila šlechta syna českého krále, snoubence Ondřejovy dcery Alžběty, Václava III., kterého uherští magnáti za tučných úplatků v podobě českého stříbra a přislíbených hodností 27. srpna 1301 nechali korunovat uherským králem a který v Uhersku vládl pod jménem Ladislav V.
| „                            | Zmiňovaný král, kterého Uhři pojmenovali Ladislav, sídlil v Budíně, ale baroni mu nedali ani jeden hrad, žádnou moc a vládu, žádné královské právo podobně jako chlapci Karlovi. Jedna část země vyhlásila králem Karla, druhá Ladislava, ale pouze podle jména, ne ve skutečnosti, ve smyslu královské svrchovanosti a pravomoci... | “ |
| — Vídeňská obrázková kronika | |   |

Václav fakticky držel i přes protesty kurie svatoštěpánskou korunu až do října 1305, kdy se jí vzdal ve prospěch bavorského bratrance Oty III.
Karla Roberta uherský sněm uznal za krále v roce 1307, nakonec s podporou papeže uherský trůn definitivně získal v roce 1308. V roce 1312 porazil odbojné velmože, jimž pomáhal Matúš Čák Trenčanský, v bitvě u Rozhanovic. V roce 1321 po smrti Matúša Čáka Trenčanského sjednotil celé Uhry. V roce 1322 uzavřel spojenectví s českým králem Janem Lucemburským proti Habsburkům. V roce 1326 založil Řád svatého Jiří. Povzbuzoval obchod v Uhrách, zvedl daně kvůli zabezpečení armády. Jako uherský král zavedl nutné reformy, dal razit nové mince a jeho dvůr se proslavil po Evropě jako škola rytířství. Jeho největším úspěchem byla unie Uher a Polska v obraně proti českým králům a Habsburkům.
Diplomatická obchodní a politická jednání, která probíhala na Slovensku v roce 1335, byla potvrzena na závěrečném jednání v závěru roku 1335. Karel I. Robert svolal na listopad roku 1335 do královského hradu uherského Visegrádu schůzku, na které byl přítomen český král Jan Lucemburský i se svým synem, pozdějším císařem Karlem IV., a polský král Kazimír III. Veliký. Předjednané úmluvy obchodní i politické spolupráce slavnostně potvrdili a „učinili mezi sebou přísahy a smlouvy o vzájemném zachování věrnosti a smíření“. Ale budoucnost ukázala, že ani tyto smlouvy nebyly trvalé v duchu, který si v době uzavření smluv králové přáli.
Svému dědici Ludvíkovi zajistil také polskou korunu, uzavřel s Kazimírem Velikým dohodu, jíž se roku 1339 zavázal, že v případě své bezdětnosti odkáže trůn svému synovci, Karlovu synovi. Polským králem se v roce 1370 stal syn Karla Roberta a Kazimírovy sestry Alžběty, uherský král Ludvík I. Veliký.
Karel I. Robert zemřel v létě 1342 a byl pohřben v katedrále ve Stoličném Bělehradu.